# كأس إسكتلندا 2011–12
كأس اسكتلندا 2011–12 (بالإنجليزية: 2011–12 Scottish Cup)‏ هو الموسم 127 من كأس اسكتلندا. أقيم خلال الفترة 24 سبتمبر 2011 وحتى 19 مايو 2012، وأشرف على تنظيمه اتحاد اسكتلندا لكرة القدم، وكان عدد الأندية المشاركة فيه 81، وفاز فيه هارت أوف ميدلوثيان.